# Gangbé !
Pour plus de détails, voir Fiche technique et Distribution.
Gangbé ! est un film documentaire sur la musique béninoise sorti en 2014, réalisé par Arnaud Robert et produit par Aline Schmid pour Intermezzo Films. Il dure 60 minutes et raconte l'histoire d'un orchestre populaire du Bénin : le Gangbé Brass Band,,,,,.

## Synopsis
Gangbé ! raconte le périple des 10 membres de l'orchestre Gangbé Brass Band du Bénin vers le Nigeria ; de Cotonou à Lagos dans le but de se produire avec Femi Kuti au Shrine, un club symbolique de l'Afrobeat fondée par Fela Kuti dans les années 1970. En rencontrant Femi Kuti et les panafricanismes contemporains, le Gangbé Brass Band combat les idées reçues. À travers cette expérience, ils s'engagent dans les idéaux du panafricanisme contemporain et se retrouvent rajeunis et immergés dans un monde d'idées nouvelles. Gangbé! est l'histoire d'une Afrique nouvelle et confiante, qui n'aspire plus au rêve européen, racontée à travers la lentille du rythme et de la ferveur musicale,,,,,.

## Fiche technique
- Auteur-réalisateur : Arnaud Robert
- Image : Charlie Petersmann
- Son : Maurice Engler
- Montage : Nicolas Hislaire
- Producteur délégué : Intermezzo Films
- Musique : Gangbé Brass Band
- Collaboration au montage : Vincent Pluss
- Mixage : Maurice Engler
- Étalonnage : Jean-Baptiste Perrin
- Équipe de production : Patricia Candido Trinca / Catherine Muller / Alessia Barbezat
- Traductions au Bénin et au Nigéria : Teddy Gandigbé
- Supervision des traductions et sous-titres : Laurence Padonou-Loko, Arsène Vigan
- Traduction sous-titres : Nina Kaelin
- Fixing Lagos : Ali Kabré
- Assistant montage : Antonio Trullén Funcia, Kevin Schlosser
- Graphisme : Jean Deppierraz / Nathan Rozmuski
- Site internet : Raphaël Arbuz / Jeff Gaudinet
- Studio étalonnage et graphisme : Sapristi Studio[13],[14],[15].

## Palmarès
- 2015 : Visions du réel, Nyon (Suisse) : Compétition Internationale - Moyens Métrages
- 2015 : Festival du film documentaire de Saint-Louis, Saint Louis (Sénégal) : Sélection[15]

## Galerie

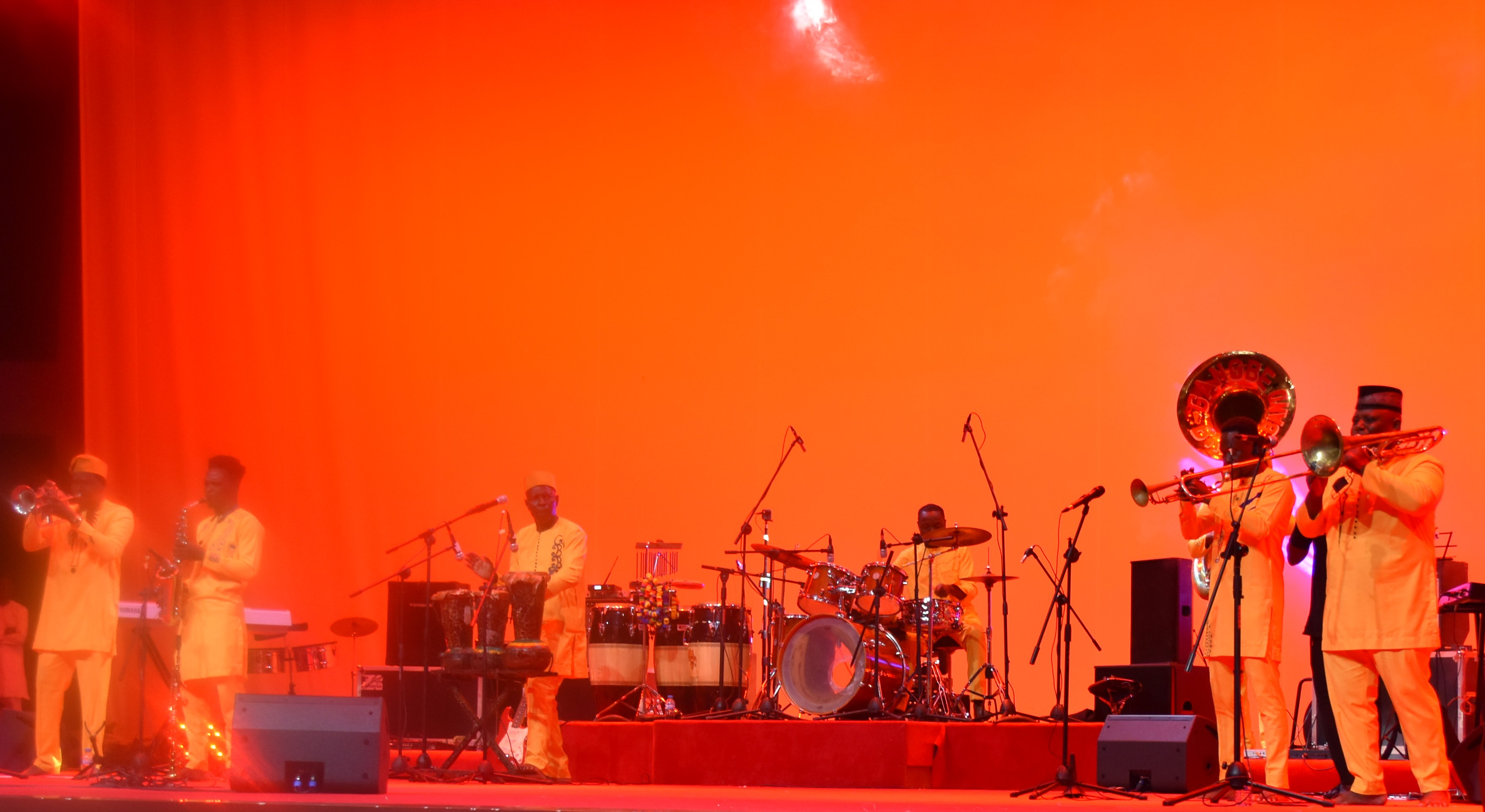
Gangbé Brass Band à la fête de la musique 2021 à Cotonou au Bénin 02
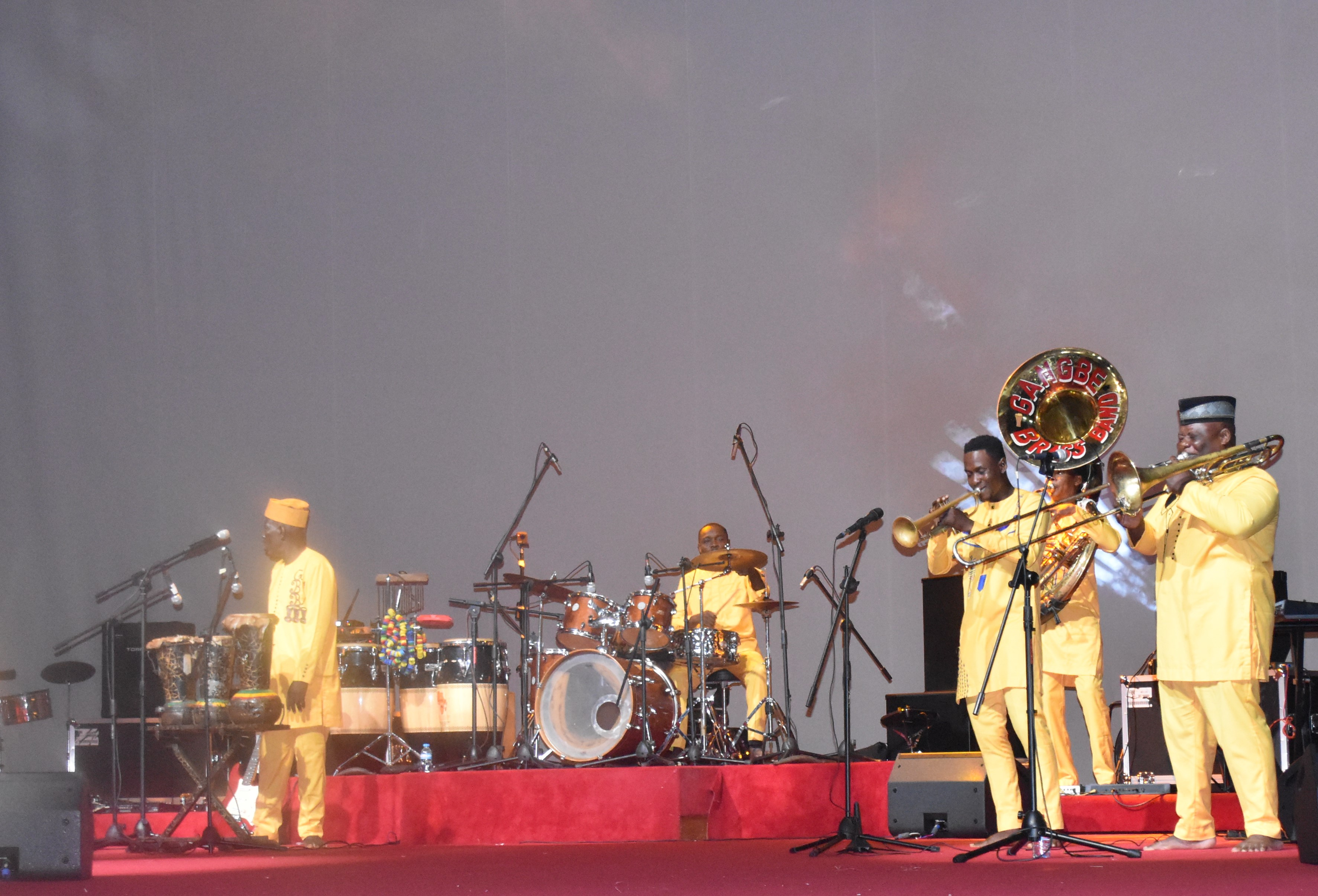
Gangbé Brass Band à la fête de la musique 2021
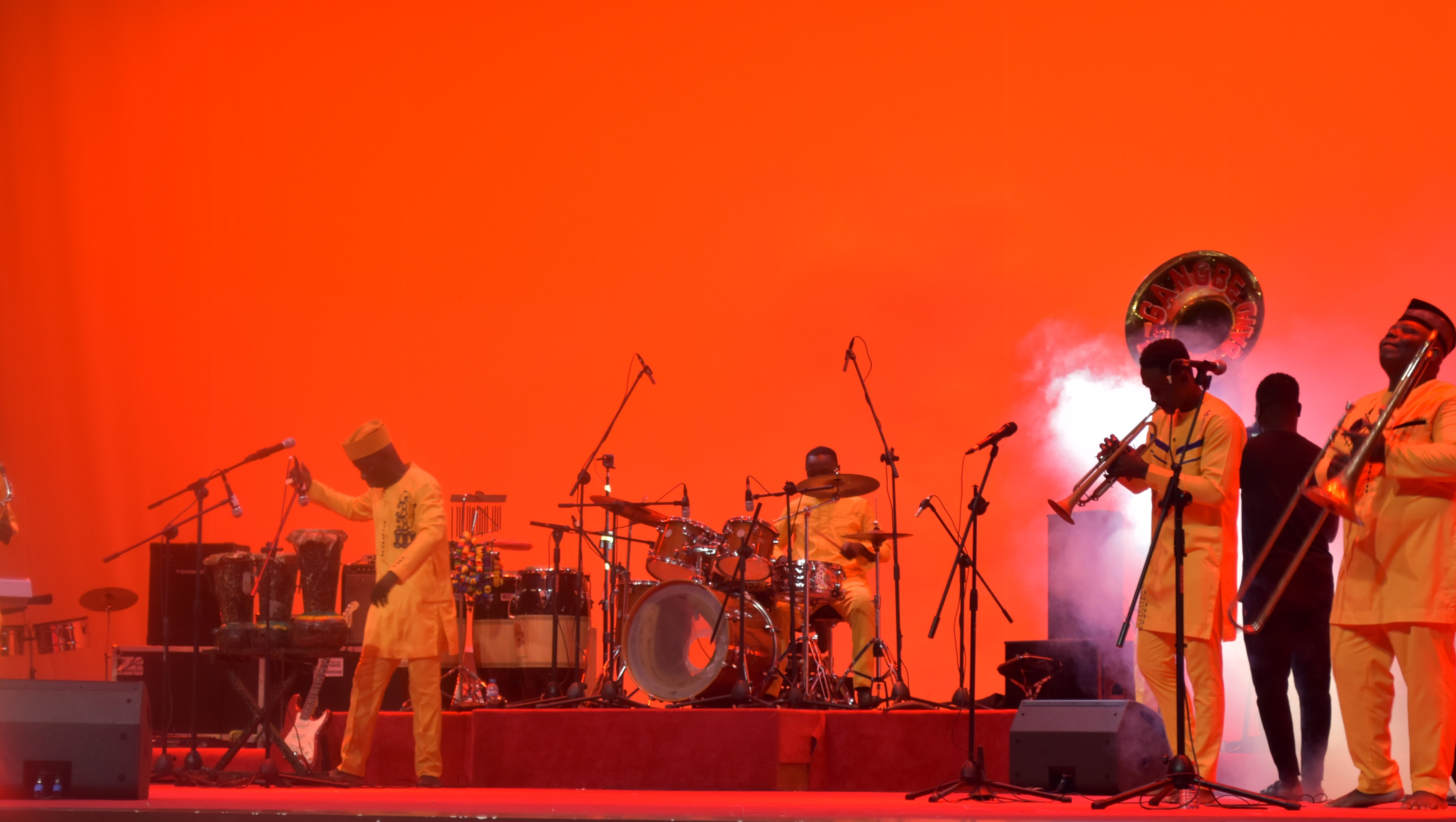
Gangbé Brass Band à la fête de la musique 2021 à Cotonou au Bénin 01
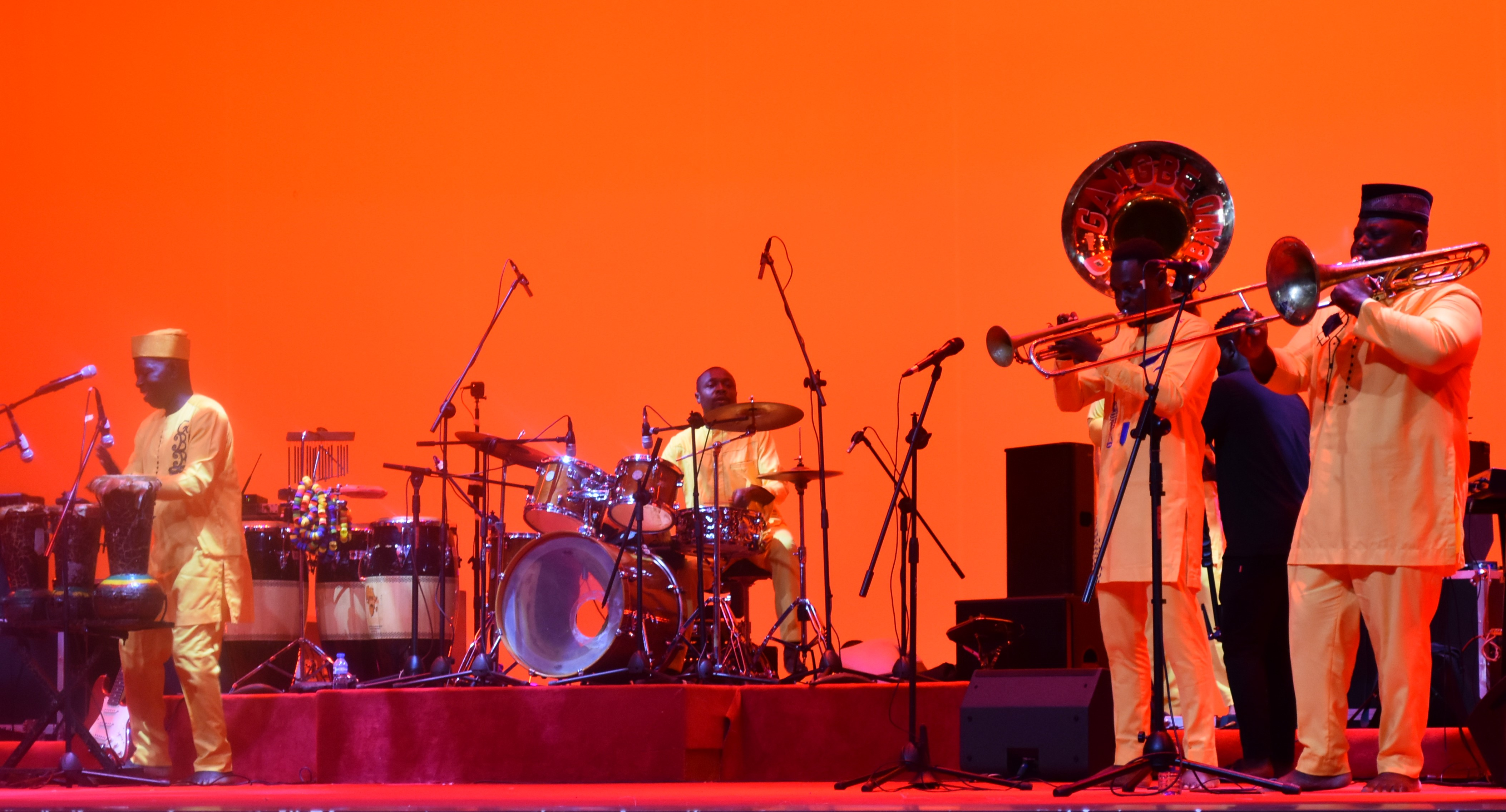
Gangbé Brass Band à la fête de la musique 2021 à Cotonou au Bénin 04
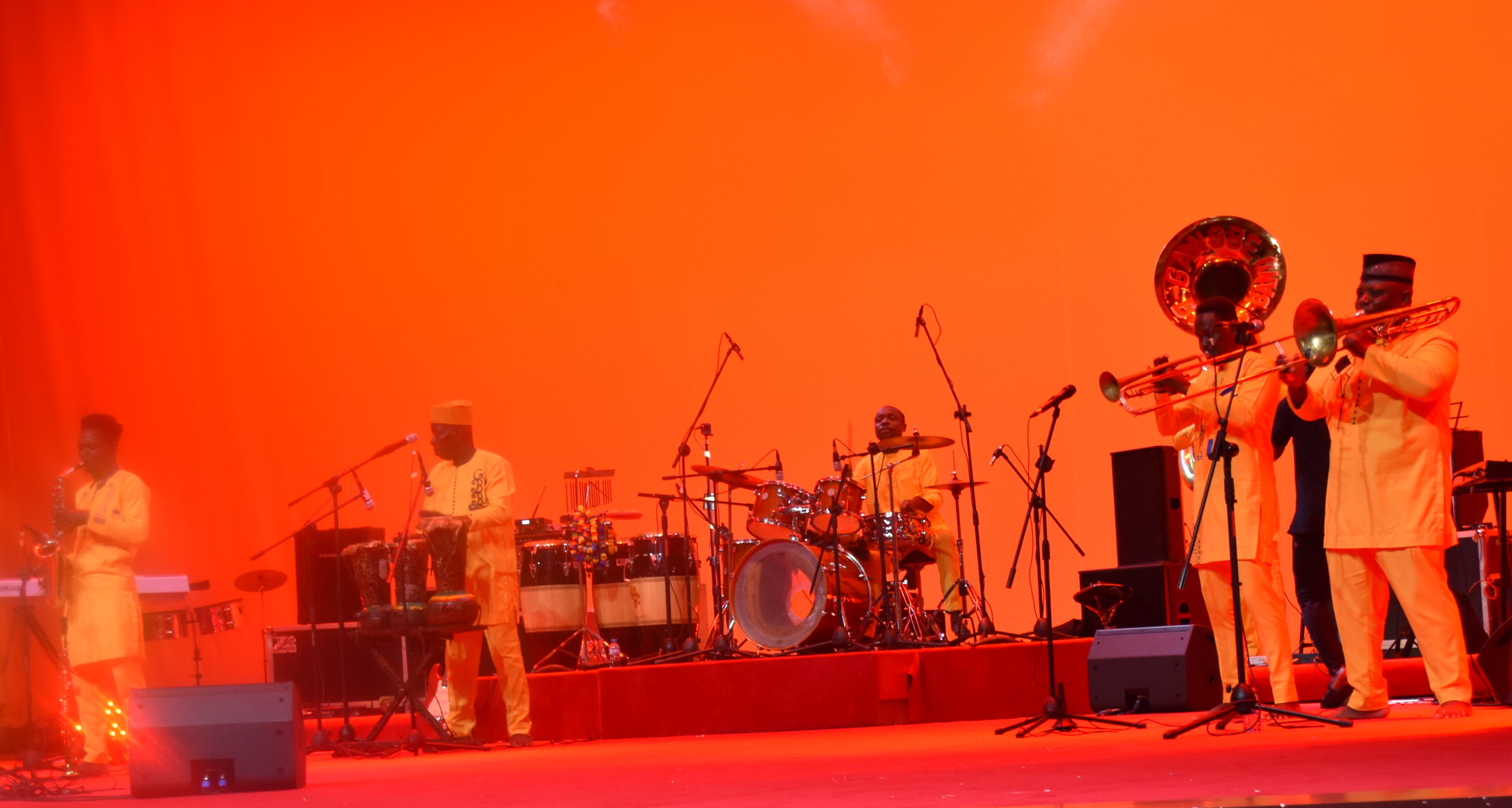
Gangbé Brass Band à la fête de la musique 2021 à Cotonou au Bénin 03